# Hình hộp chữ nhật
Trong hình học, hình hộp chữ nhật là một hình không gian có 6 mặt đều là hình chữ nhật. 
Hai mặt của hình hộp chữ nhật không có cạnh chung gọi là hai mặt đối diện và có thể xem chúng là hai mặt đáy của hình hộp chữ nhật, các mặt còn lại được xem là các mặt bên. 

## Tính chất

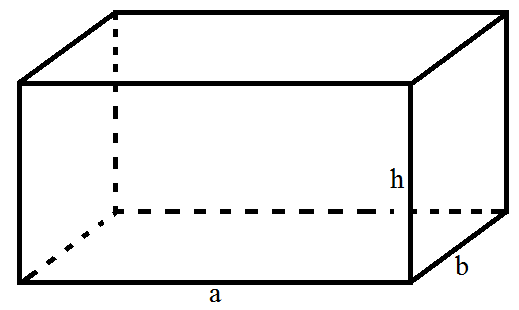
Hình hộp chữ nhật

1. Hình chữ nhật có 12 cạnh, 8 đỉnh và 6 mặt.
2. Các đường chéo có hai đầu mút là 2 đỉnh đối nhau của hình hộp chữ nhật đồng quy tại một điểm
3. Diện tích của hai mặt đối diện trong hình hộp chữ nhật bằng nhau
4. Chu vi của hai mặt đối diện trong hình hộp chữ nhật bằng nhau

## Công thức

### Diện tích xung quanh
Diện tích xung quanh hình hộp chữ nhật bằng tích của chu vi đáy và chiều cao:
{\displaystyle S_{xq}=2h(a+b)}

### Diện tích toàn phần
Diện tích toàn phần hình hộp chữ nhật bằng tổng diện tích xung quanh hình hộp chữ nhật và 2 mặt còn lại:
{\displaystyle S_{t}p=S_{xq}+2ab}

### Thể tích
Thể tích hình hộp chữ nhật bằng tích của diện tích đáy và chiều cao:
{\displaystyle V=abh}